# Brudermühlstraße (stanice metra v Mnichově)
Brudermühlstraße je stanice mnichovského metra. Leží na lince U3 ve čtvrti Sendling, zčásti pod silničním tunelem Brudermühltunnel a zčásti pod křižovatkou Thalkirchner Straße a Brudermühlstraße. Tunel, jenž je součástí Středního okruhu, byl postaven spolu se stanicí. Ta byla otevřena 28. srpna 1989.
Nástupiště je ostrovního typu, s nástupními hranami z isarské křemeliny. Uprostřed stanice vedou výtah a dvojice eskalátorů na Thalkirchner Straße, na jižním konci pak pevné schodiště s postranním eskalátorem vede na Brudermühlstraße. V jižním vestibulu je umístěn mlýnský kámen, který připomíná místní mlynářskou tradici. Stěny stanice jsou obloženy modrými dlaždicemi, na stěně nad kolejí č. 1 (směrem do centra) je umístěna plechová plastika. Stěny schodiště a eskalátorů jsou obloženy bílými dlaždicemi a jejich rohy jsou zvýrazněny hliníkovými pásky. Stejně jako u ostatních stanic otevíraných v roce 1989 je strop nástupiště tvořen plechovými pláty a zakončen dvěma světelnými pásy. Design stanice navrhla mnichovská umělkyně Cosy Pièro.

## Galerie

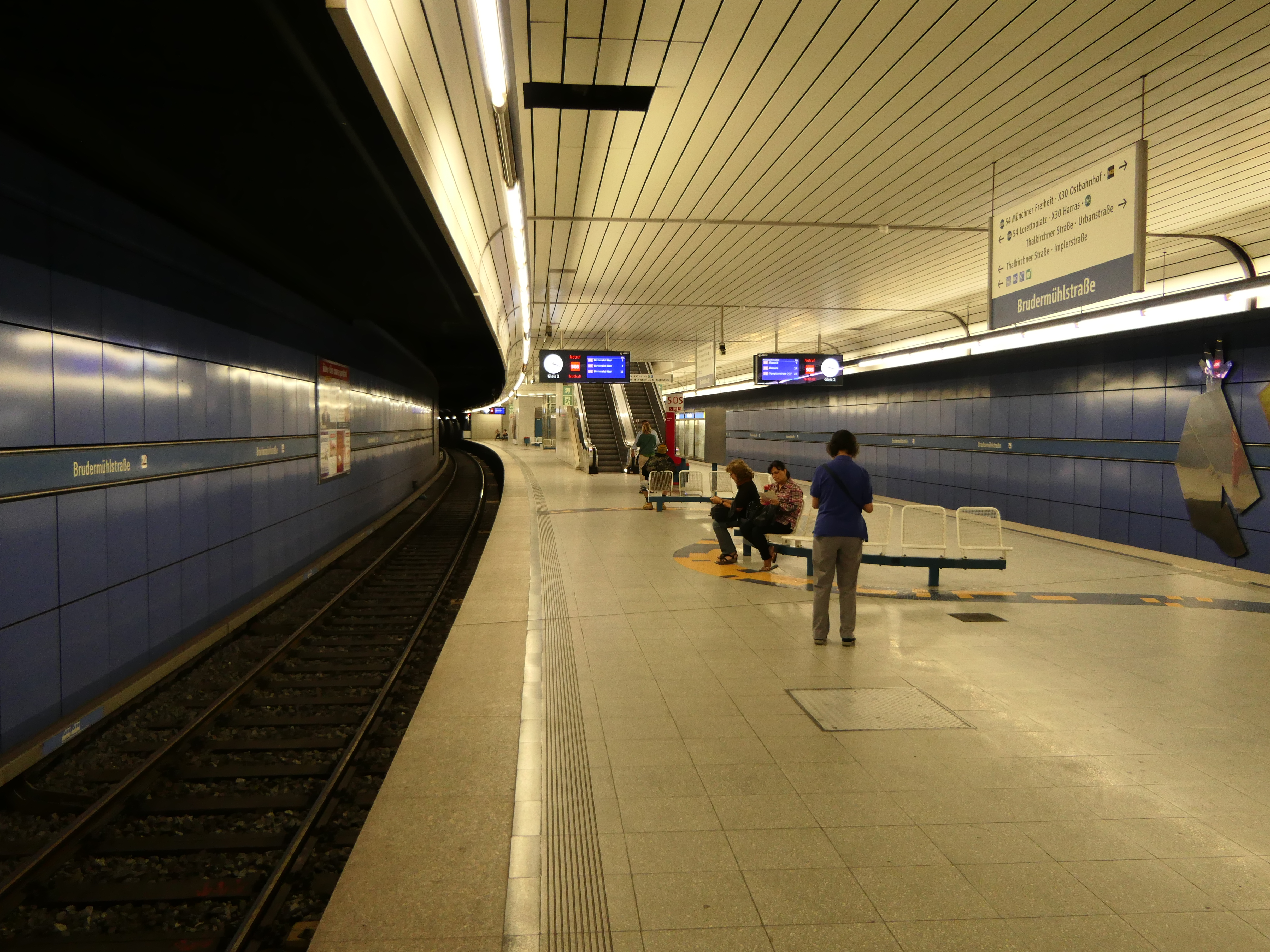
Nástupiště, napravo plastika
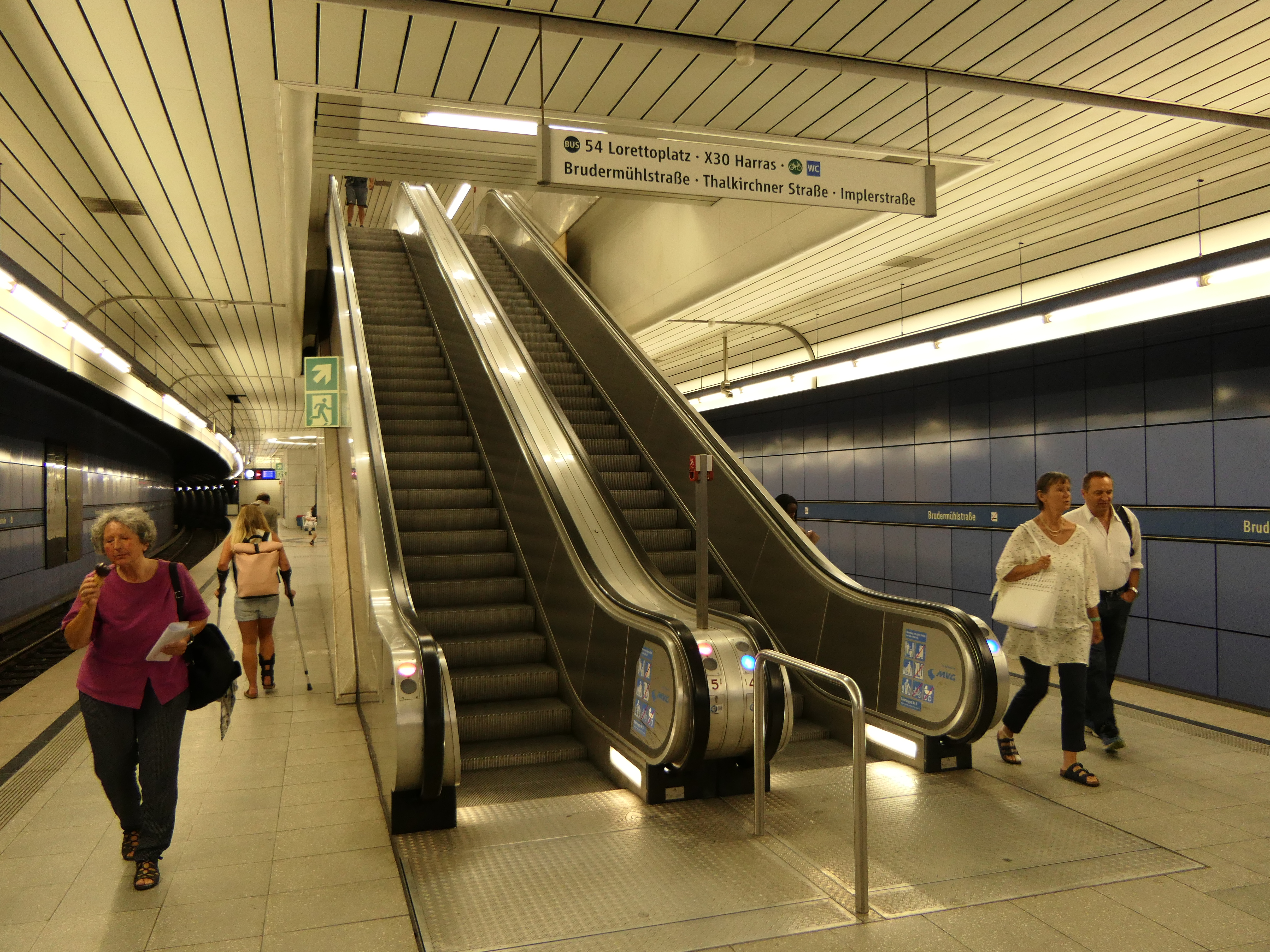
Centrální eskalátory
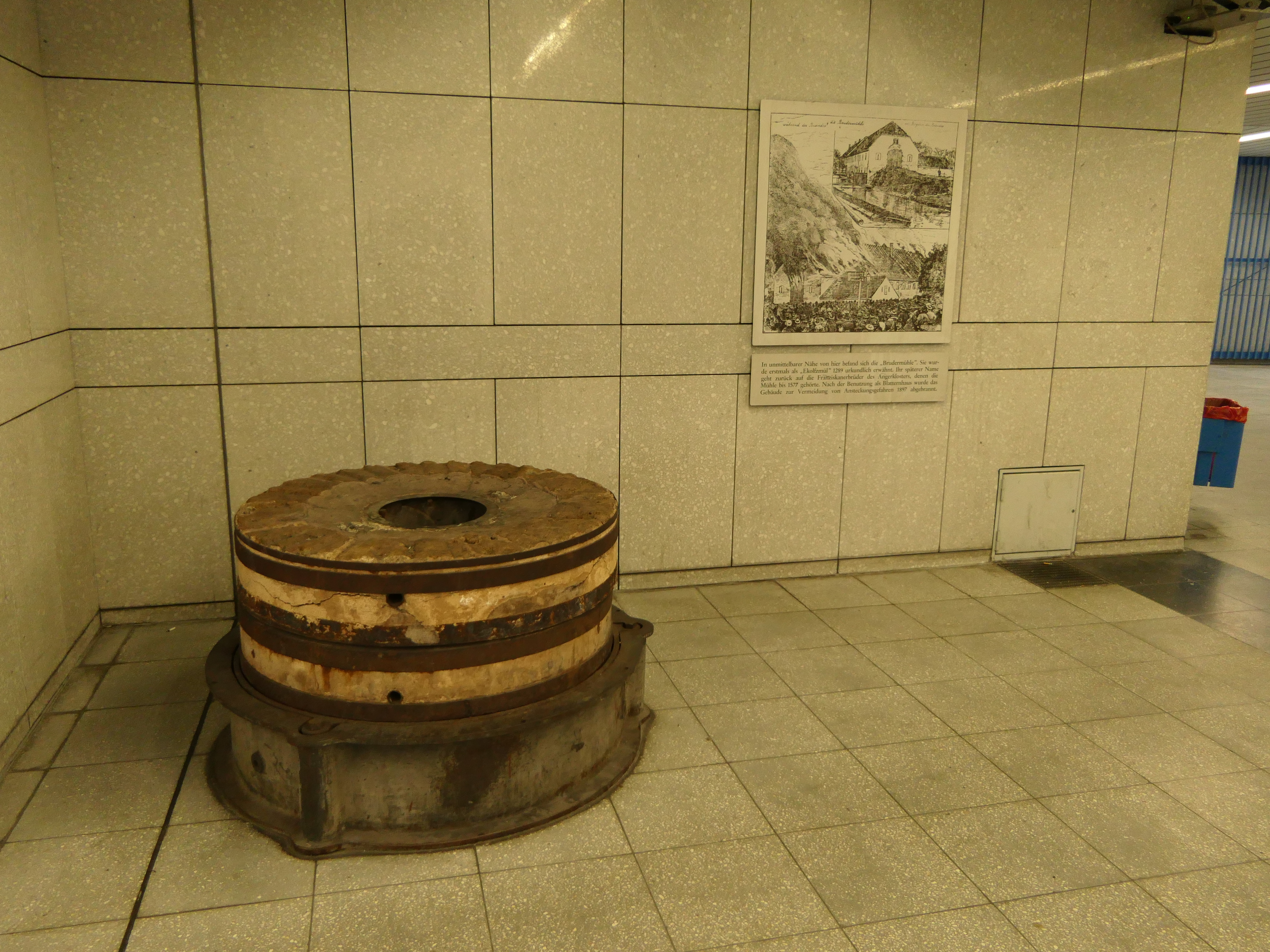
Mlýnský kámen
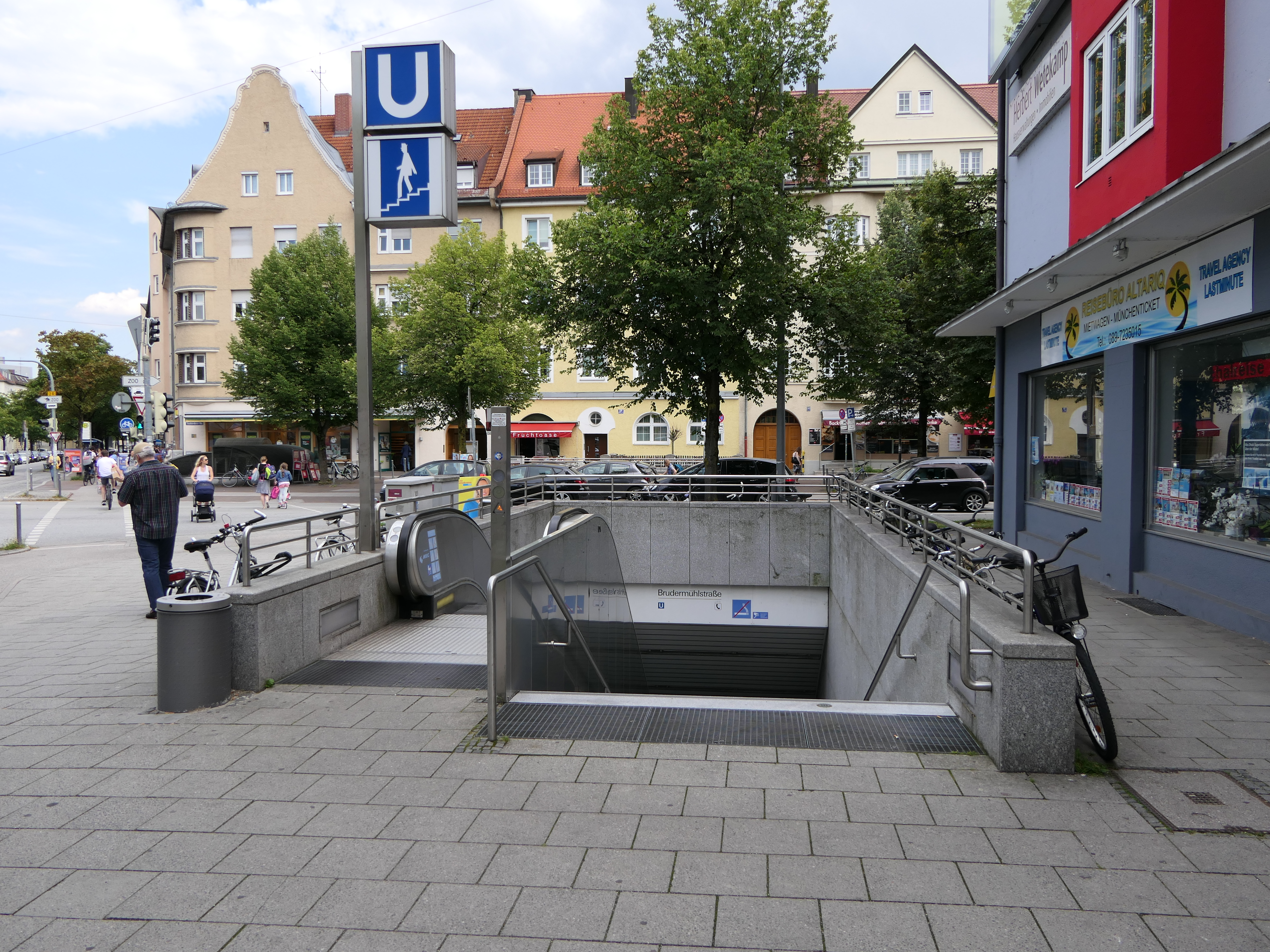
Vstup z ulice